# Барбер
Барбер (англ. barber) — термін, поширений в англомовних країнах на позначення людини, що виконує перукарські процедури для клієнтів-чоловіків, такі, як стрижка та гоління волосся, вусів та бороди, моделювання, фарбування, укладання та фіксація зачіски. Місце роботи барбера називається «барбершопом» (англ. barbershop).
У минулі часи барбери (відомі на слов'янських землях як цирульники) також займалися хірургією та стоматологією.

## Історія

Барбершоп в Ессексі (Онтаріо), біля 1900 року, фотографа видно в дзеркалі позаду.

Ремесло барбера має давню історію: бритви були знайдені серед реліквій бронзової доби (близько 3500 р. до н. е.) в Єгипті. Послуги з гоління єгиптяни надавали ще в 5000 році до нашої ери за допомогою інструментів, виготовлених ними з раковин устриць або заточеного кременю. У давньоєгипетській культурі барбери були дуже шанованими людьми. Священики та знахарі — найдавніші встановлені приклади барберів. Культури майя, ацтеків, ірокезів, скандинавів і монголів використовували гоління для розрізнення ролей чоловіків в суспільстві в мирний час та під час війни. Для чоловіків у Стародавній Греції підстригав бороди, волосся та нігті κουρεύς (cureus), на агорі (ринковій площі), яка також слугувала місцем для спілкування, дебатів і пліток.
До Риму чоловічі перукарні прийшли з грецьких колоній на Сицилії в 296 році до нашої ери і швидко стали дуже популярними. Ранковий візит до тонзора (tonsor) став частиною повсякденної рутини, такою ж важливою, як і відвідування громадської лазні, а перше гоління молодого хлопця вважалося невід'ємною церемонією переходу в доросле життя. Деякі римські тонзори змогли стали багатими та впливовими, однак більшість володіли невеликими вітринами або працювали на вулицях за низькі ціни.
Починаючи з середньовіччя, барбери часто виконували функції хірургів і дантистів. Окрім стрижки та гоління, вони виконували хірургічні втручання, кровопускання та п'явки, ставили банки, клізми та видаляли зуби ; завдяки чому їх називали «барберами-хірургами», на слов'янських землях — цирульниками.
Наприкінці 19-го та на початку 20-го століття в англомовному світі барбершопи стали звичним бізнесом, куди люди приходили на стрижку до професійного перукаря з хорошим обладнанням. Також там могли грати в настільні ігри, ділитись останніми подіями або пліткувати. Час від часу барбершопи використовувалися для публічних дебатів або висловлювання занепокоєння громадськості.

## Жезл барбершопа

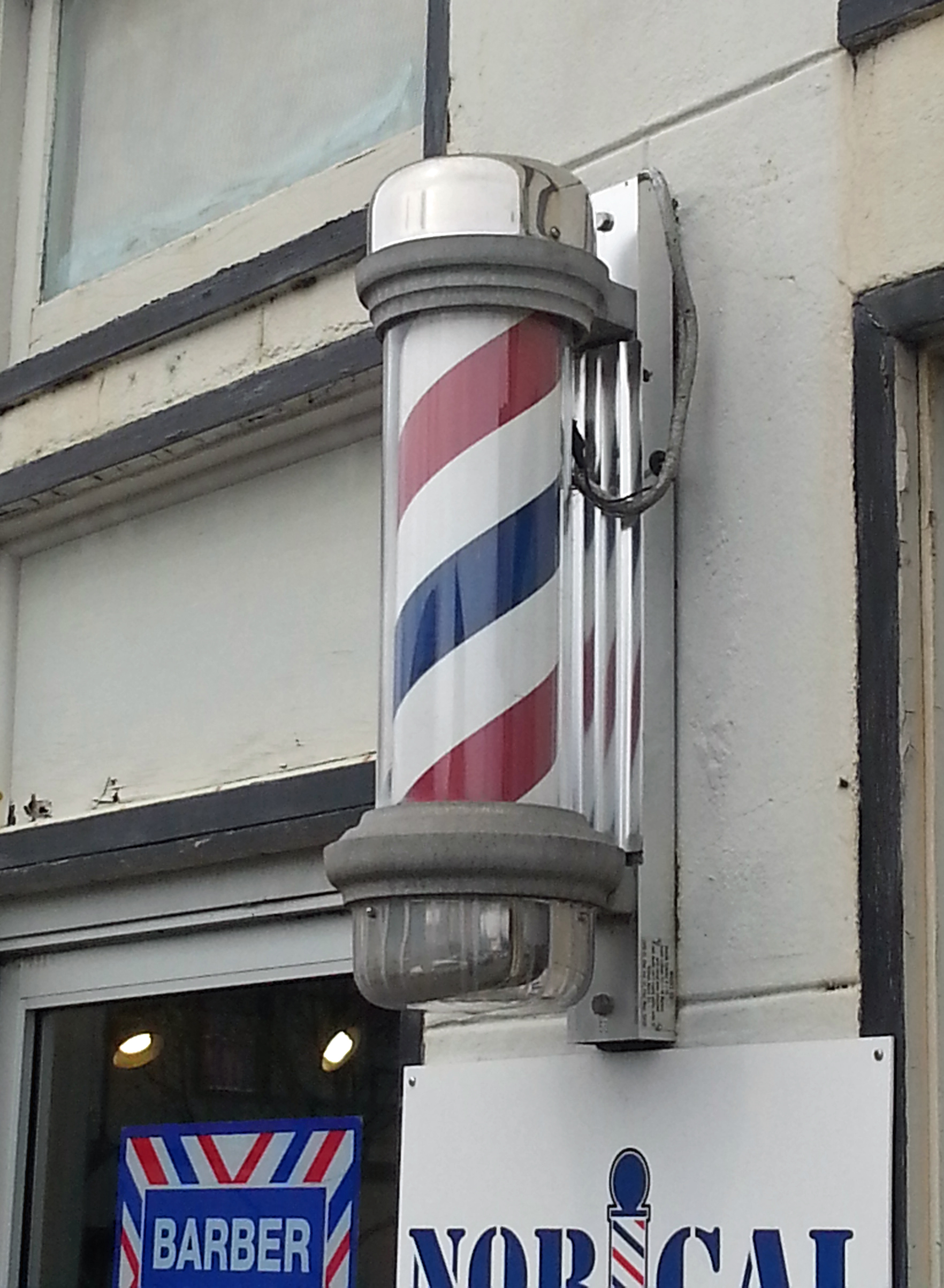
Жезл з червоної, білої та синьої смужки

Жезл барбершопа (англ. Barber’s Pole) з синіми, червоними та білими спіральними смугами символізує різні аспекти ремесла барбера. Це символ того часу, коли барбери проводили медичні процедури. Білі та червоні смуги символізують бинти та кров, а сині смуги — вени.

## Обладнання
- Перукарське крісло
- Тример
- Тальк
- Щітка для волосся
- Гребінець
- Перукарський шийний папір/стрічка
- Перукарське дзеркало
- Бріолін
- Дезінфікуючий засіб
- Гель для волосся
- Фен
- Помада для волосся
- Ножиці для волосся
- Лак для волосся
- Кондиціонер для волосся
- Віск для волосся
- Помазок для гоління
- Піна для гоління
- Пряма бритва
- Віск для вусів
- Мило або крем для гоління